# Muiszwaluw
De muiszwaluw (Orochelidon murina synoniem: Notiochelidon murina) is een zangvogel uit de familie Hirundinidae (zwaluwen).

## Verspreiding en leefgebied
Deze soort komt voor van Venezuela tot Bolivia en telt drie ondersoorten:
- O. m. meridensis: westelijk Venezuela.
- O. m. murina: van Colombia tot centraal Peru.
- O. m. cyanodorsalis: van zuidelijk Peru tot centraal Bolivia.

## Status
De grootte van de populatie is niet gekwantificeerd maar de soort wordt omschreven als vrij algemeen. Op de Rode lijst van de IUCN heeft deze soort de status niet bedreigd.